# Mala vas, Dobrepolje
Mala vas je naselje v Občini Dobrepolje.